# Nallachius limai
Nallachius limai är en insektsart som beskrevs av Adams 1970. Nallachius limai ingår i släktet Nallachius och familjen Dilaridae. Inga underarter finns listade i Catalogue of Life.